# Kategorisk perception
Kategorisk perception är inom fonetiken ett fenomen där ett akustiskt kontinuum perceptuellt delas upp i diskreta kategorier varvid identifieringsförmågan är hög inom kategorin samtidigt som diskrimineringen mellan stimuli har sitt maximum vid kategorigränserna.

## Ett perceptionsexperiment
Kategorisk perception kan testas med hjälp av ett lyssningsexperiment där till exempel ett akustiskt kontinuum skapas på basis av syntetiskt framställda CV stavelser. För samtliga teststimuli hålls den första formantens rörelse konstant medan den andra formanttransitionens startpunkt varieras i frekvens. Med andra ord ändras den akustiska strukturen hos den initiala klusilen stegvis från stimulus till stimulus medan den efterföljande vokalens akustiska kvalitet förblir konstant. Genom denna gradvisa förändring av den initiala klusilen kan ett akustiskt kontinuum skapas som sträcker sig från [bæ] över [dæ] till [gæ].
Ett typiskt lyssningsexperiment består av två delar: ett identifierings- och ett diskrimineringstest. I den första delen presenteras samtliga syntetiska CV-stavelser för en lyssnargrupp som får som uppgift att urskilja teststimulin som antingen [bæ], [dæ] eller [gæ]. I perceptionsexperimentets andra del instrueras lyssnarna att diskriminera presenterade stimuli. Försökspersonerna får då till exempel höra tre stimuli åt gången varav två motsvarar varandra medan ett stimulus har en avvikande akustisk struktur (s.k. ABX konstellation). Lyssnarnas uppgift är att avgöra vilka två av de tre presenterade stimulin är lika.

## Resultat
Typiska resultat från ett identifieringstest visar att lyssnaren uppfattar talstimulin som tillhörande tre diskreta kategorier, dvs. antingen som stavelserna [bæ], [dæ] eller [gæ]. Utöver det är identifieringen av stimuli hög inom varje klusilkategori men sjunker abrupt vid kategorigränserna. Resultat från ett diskrimineringstest visar att stimuli tillhörande samma kategori är svåra att urskilja samtidigt som diskrimineringsförmågan är hög när stimuli kommer ifrån olika kategorier. Sammanslagningen av identifierings- och diskrimineringsresultaten visar dessutom att diskriminationstopparna sammanfaller nästan perfekt med de identifierade kategorigränserna. Med andra ord är lyssnarna mest känsliga för att uppfatta skillnader mellan presenterade stimuli när dessa ligger nära kategorigränsen där identifieringen är låg.